# Zenzo Shimizu

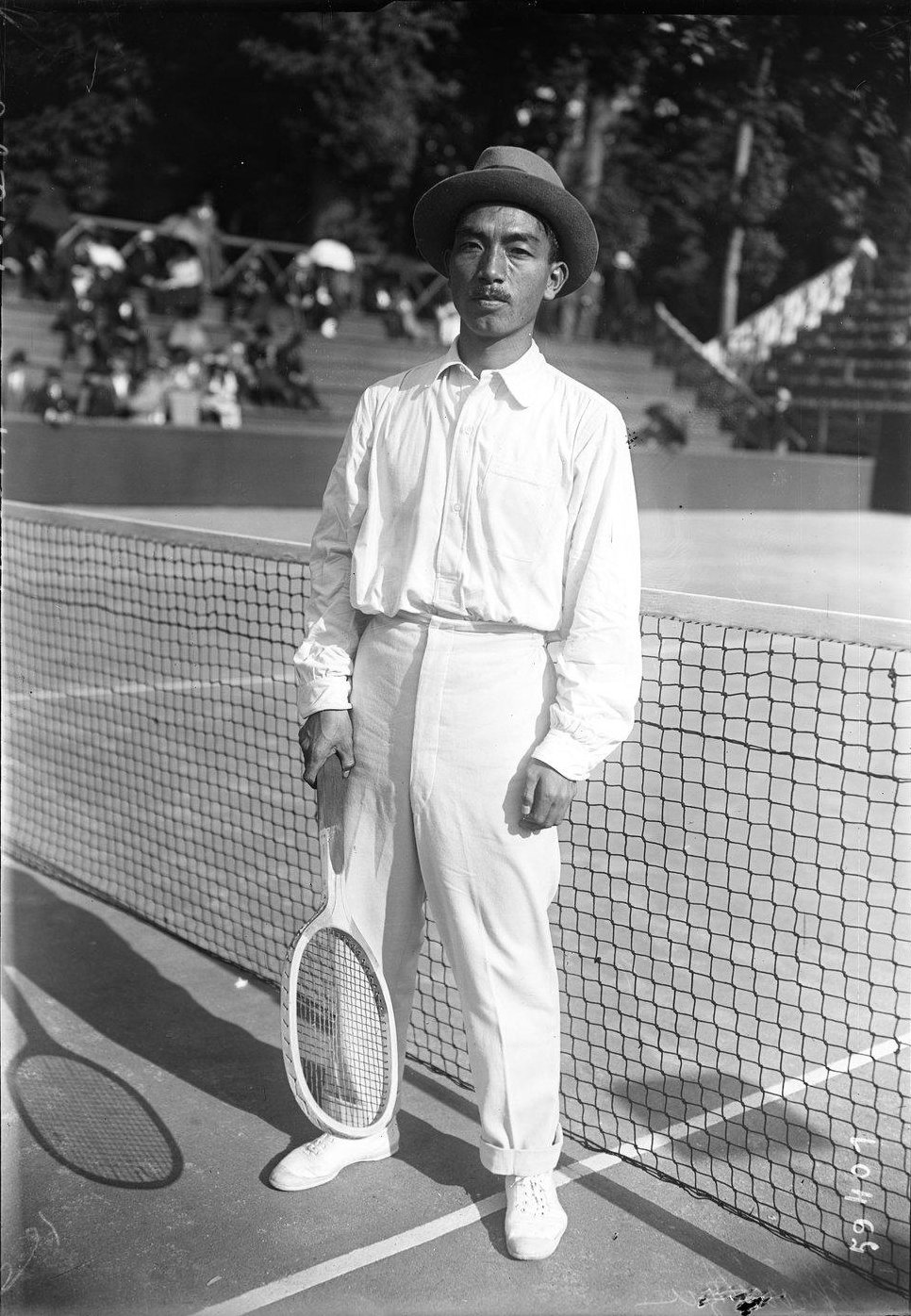
Zenzo Shimizu

Zenzo Shimizu (清水善造), född 25 mars 1891, död 12 april 1977 var en japansk tennisspelare.
Zenzo Shimizu är en representant för det "japanska tennisundret", som betecknar den period under 1920-  och 1930-talen då Japan, i skuggan av USA och Frankrike, var en betydande tennisnation. Lawn tennis hade introducerats i Japan redan 1880 av amerikanen George Adam Leland. På grund av problem med import av tennisutrustning, inklusive tennisbollar, började man i JApan att tillverka egen utrustning. Bollarna tillverkades av gummi, men utan den vid tiden använda flanell-klädseln. Bollarna vägde därmed betydligt mindre, bara 30,5 gram, än en vanlig tennisboll (drygt 56 gram). Detta blev början till en speciell variant av tennis som blev mycket populär i Japan, nämligen soft-ball tennis. De flesta japanska elitspelarna i lawn tennis under 1920-talet spelade också soft-ball tennis. Man har antagit att japanerna på detta sätt hade ett försprång framför andra länders spelare, eftersom man i soft-ball tennis använder "Western grepp" och ger bollarna betydande topspin och en något hög bollbana över nätet, vilket också är effektivt i lawn tennis.

## Shimizu iWimbledon
Zenzo Shimizu är framförallt känd som den förste japanske spelaren som deltagit i Wimbledonmästerskapen. År 1920 nådde han ända fram till final i "All Comers Round" (segraren där fick möta förra årets mästare i "Challenge Round"), där han mötte amerikanen Bill Tilden. Han förlorade visserligen matchen i tre raka set, men pressade hela tiden Tilden. Siffrorna blev 6-4, 6-4, 13-11, vilket talar för en jämn match. Året därpå nådde Shimidzu också långt i turneringen, men förlorade slutligen mot spanjoren Manuel Alonso.

## Shimizu somDavis Cup-spelare
År 1921 deltog Japan för första gången Davis Cup. I laget deltog Zenzo Shimizu och Ichiya Kumagae. Laget var mycket framgångsrikt, och nådde ända fram till Challenge Round mot USA. Matchen gick i stekande hetta på West Side Tennis Club i Forest Hills. I det amerikanska laget spelade Bill Tilden, Bill Johnston singelmatcherna och Richard Williams/Watson Washburn dubbeln. Shimizu mötte Bill Tilden i den första singelmatchen, där han i två och ett halvt set utmanövrerande den långe amerikanen genom ett taktiskt skickligt spel. Han drev Tilden från baslinjen till nätet och tillbaka genom skickligt spelade lobbar och stoppbollar. USA begärde då time out, varefter Tilden på ett för honom typiskt sätt kunde vända matchen och vinna. USA vann sedan hela finalen (the "final tie") med 5-0 och behöll titeln.
Zenzo Shimizu spelade under 1920-talet 25 Davis Cup-matcher för Japan och vann 12 av dem. Han var också flerårig kapten för DC-laget. Han deltog i flera turneringar under 1920-talet, bland annat i Calcutta. Om Shimizu skrev Bill Tilden i en av sina böcker att Zenzo Shimizu var en av de största taktikerna han mött. Om Shimizus spelstil skrev han att han var baslinjespelare med en mycket bra backhand, men att han saknade en kraftfull forehand. Passerslagen var goda liksom volleyn.